# Nāḩiyat Jawādīyah
Nāḩiyat Jawādīyah (arabiska: ناحية الجوادية, ناحية جوادية) är ett subdistrikt i Syrien.   Det ligger i provinsen al-Hasakah, i den nordöstra delen av landet, 600 km nordost om huvudstaden Damaskus.
Omgivningarna runt Nāḩiyat Jawādīyah är i huvudsak ett öppet busklandskap. Runt Nāḩiyat Jawādīyah är det ganska tätbefolkat, med 179 invånare per kvadratkilometer.